# Yo soy Lorenzo
Yo soy Lorenzo es una telenovela chilena de género comedia romántica musical, producida y emitida por Mega durante el segundo semestre de 2019 y el primer semestre de 2020. Estrenada el 2 de septiembre de 2019, fue protagonizada por Mario Horton, Jorge Arecheta, Vivianne Dietz, Francisco Reyes, Sigrid Alegría y Paula Luchsinger, entre otros.
La telenovela ambientada en la década de 1960, cuenta la historia de un joven de clase alta que decide intercambiar roles con su picaresco chofer y así evitar un obligado noviazgo por conveniencia que podría colocar en jaque su verdadera sexualidad.
Es la primera telenovela musical de la televisión chilena.

## Argumento
Lorenzo Mainardi (Jorge Arecheta) es un joven con clase alta cuyo padre pasa por una gran crisis económica. Ernesto Orellana (Francisco Reyes) por su parte es amigo del padre de Lorenzo, y como ha notado que su hija Laura (Vivianne Dietz) desea recorrer el mundo, hace un trato con el padre de Lorenzo para que este último intente conquistar a la joven y así ella no le deje solo con el negocio de producción y ventas de queso. Luego de que estos hicieran un trato con mucho dinero de por medio, Lorenzo es obligado por su padre a ir a la casa de Ernesto, ubicada en el pueblo de "Vista Hermosa", para que conquiste a Laura. El muchacho es llevado por su carismático y particular mayordomo y chofer, Carlos González (Mario Horton). Sin embargo en el trayecto, Lorenzo no puede soportar vivir en la mentira ni un minuto más, y en un impulso de colapso le confiesa al chofer que no le gustan las mujeres; luego de eso y al verse ambos en graves aprietos económicos, Carlos acepta cambiar identidades con su patrón.

## Reparto

### Principales
- Mario Horton como Carlos González / Lorenzo Mainardi
- Jorge Arecheta como Lorenzo Mainardi / Carlos González[8]
- Vivianne Dietz como Laura Orellana
- Francisco Reyes como Ernesto Orellana
- Sigrid Alegría como Jacinta Jofré
- Paula Luchsinger como Blanca Jofré
- Francisca Walker como Nancy Álvarez
- Patricia López como Patricia Silva
- Rodrigo Muñoz como Horacio Álvarez
- María Elena Duvauchelle como Hortensia Arancibia
- Teresita Reyes como Rosa Jaramillo
- Mabel Farías como Margarita Jaramillo
- Otilio Castro como Ismael Rojas
- Ricardo Vergara como Jaime "Jimmy" Canales
- Constanza Araya como Gloria Arancibia
- Toto Acuña como Ángel Jaramillo.[9]
- Magdalena Urra como Ana Álvarez
- Bastián Faúndez como Diego Pérez

### Recurrentes e invitados especiales
- Gonzalo Valenzuela como Felipe Montreal.[10]
- Hernán Contreras como Francisco Baeza.[11]
- Josefina Fiebelkorn como Milena Astudillo
- Carolina Arredondo como Cora Arancibia
- Santiago Meneghello como Benjamín Nevares
- Carmina Riego como Norma González.[12]
- Carmen Disa Gutiérrez como Hermana Rebeca Rojas
- Alejandro Trejo como Agustín Mainardi
- Fernando Alarcón como Tomás Castro
- José Alfredo Fuentes como Eleuterio García

## Recepción
La telenovela ha obtenido críticas mixtas en las redes sociales y foros de televisión. El primer episodio fue el estreno más visto de una telenovela desde hace seis años, con 28 puntos de índice de audiencia. Yo Soy Lorenzo ha obtenido críticas negativas a la escenografía, debido a las semejanza estética del pueblo con la de Perdona nuestros pecados, la cual fue grabada anteriormente en el mismo lugar, y al guion, el cual contenía anacronismos en su trama, tales como las referencias a la cultura hippie, la apariencia de los personajes, canciones que no pertenecían a la época, y algunos modismos, mientras que también ha obtenido críticas positivas a las actuaciones de Mario Horton, Jorge Arecheta y Mabel Farías.
Como anécdota, la teleserie no pudo grabar sus capítulos finales debido al comienzo de la pandemia de COVID-19, por lo que se decidió terminar apresuradamente la telenovela, con una escena final de los personajes principales resumiendo los acontecimientos finales, con rompimientos de la cuarta pared, algo inusual de las producciones locales. El último capítulo obtuvo un índice de audiencia de 20,5 puntos, con peak de 23.

## Banda sonora
| Intérprete       | Tema                           | Personaje(s)                       | Actor(es)                          |
| ---------------- | ------------------------------ | ---------------------------------- | ---------------------------------- |
| María Colores    | «We go together»               | Tema central                       | Tema central                       |
| Mario Guerrero   | «Hoy corté una flor»           | Carlos González y Laura Orellana   | Mario Horton y Vivianne Dietz      |
| Luciano Pereyra  | Ella ya me olvidó              | Ernesto Orellana y Jacinta Jofré   | Francisco Reyes y Sigrid Alegría   |
| Américo          | «Te he prometido»              | Gloria Arancibia y Ángel Jaramillo | Constanza Araya y Francisco Acuña  |
| Luis Jara        | «Mis manos en tu cintura»      | Jimmy Canales y Nancy Álvarez      | Ricardo Vergara y Francisca Walker |
| Paul Anka        | «Put your head on my shoulder» | Laura Orellana y Jimmy Canales     | Vivianne Dietz y Ricardo Vergara   |
| Air Supply       | «Ever the nights all better»   | Salón de té                        | Salón de té                        |
| Chuck Berry      | «Johnny B. Goode»              | Salón de té                        | Salón de té                        |
| Larry Williams   | «Bony Moronie»                 | Locaciones                         | Locaciones                         |
| Jerry Lee Lewis  | «Great Balls of Fire»          | Locaciones                         | Locaciones                         |
| The Archies      | «Sugar, sugar»                 | Locaciones                         | Locaciones                         |
| Luciano Pereyra  | «Fuiste mía un verano»         | Locaciones                         | Locaciones                         |
| The Beach Boys   | «Surfin' U.S.A.»               | Locaciones                         | Locaciones                         |
| Johnny Tillotson | «Poetry In Motion»             | Locaciones                         | Locaciones                         |